# Oxandra longipetala
Oxandra longipetala là loài thực vật có hoa thuộc họ Na. Loài này được R.E. Fr. mô tả khoa học đầu tiên năm 1931.